# A World Without Thieves
A World Without Thieves (Originaltitel: chinesisch 天下無賊 / 天下无贼, Pinyin Tiānxià Wú Zéi) ist ein chinesischer Film aus dem Jahr 2004. Regie führte der populäre chinesische Regisseur Feng Xiaogang, die Hauptrollen spielen Andy Lau und Rene Liu.

## Handlung
Wang Bo und Wang Li sind ein Diebes- und Trickbetrügerpaar. Sie ziehen durch das Land und leben vom Bestehlen und Erpressen anderer Leute, denen sie begegnen. Eines Tages verhält sich Wang Bo auf einmal merkwürdig und sie beginnen dann irgendwann sich zu streiten. Ihre Beziehung wird auf eine harte Probe gestellt.
Auf dem Weg finden sie einen buddhistischen Tempel. Dort will Wang Li unbedingt hingehen und beten, währenddessen Wang Bo auch schamlos die Anwesenden im Tempel bestiehlt. Auch hier gibt Wang Li zu erkennen, dass sie das Leben als Dieb nicht mehr akzeptiert. Denn später offenbart sie Wang Bo, dass sie schwanger von ihm geworden ist und dass sie nicht in diesen Verhältnissen das Kind aufziehen will.
Weiter auf dem Weg treffen sie dann einen naiven Jungen vom Land, dessen gute Gesinnung Wang Li gefällt. Sie beschließt, ihn bei seiner langen Zugfahrt zu begleiten, um sein großes erspartes Geldpaket zu beschützen, trotz Wang Bos Einwand, der sich selber für dieses Paket interessiert.
Als im Zug eine berüchtigte Diebesbande den Wert dieses Pakets erkennt, haben sie vor, es zu stehlen. Dennoch schaffen sie es während der ganzen Fahrt nicht das Paket zu stehlen, da das Diebespaar dies jedes Mal verhindert. Am Ende hat der Junge noch sein Paket und die Bande wird von der Polizei verhaftet. Jedoch hat die Reise Opfer gekostet. Wang Bo ist von den Dieben so tödlich bei einem Kampf verletzt geworden, dass er daran stirbt.
Monate später hat Wang Li ihr Kind bekommen und sie lässt es in dem Tempel, in dem sie vorher einmal gewesen sind.

## Hintergrund
A World without Thieves basiert auf dem gleichnamigen Roman.
Dieser Film war einer der erfolgreichsten chinesischen Filme des Jahres 2004.